# Forbes Fictional 15
Forbes Fictional 15 — список 15 найбагатших вигаданих персонажів, що публікувався журналом Forbes з 2002 по 2013 роки. У список потрапляли персонажі фільмів, телесеріалів, книг, коміксів, комп'ютерних та настільних ігор.

## Опис
В цей список журналісти Forbes включали тільки головних персонажів популярних авторських творів. Міфологічні, легендарні і фольклорні персонажі в рейтингу участі не беруть.
Критерії відбору засновані на економічних умовах в реальному світі в минулому році. Редактори намагаються визначити економічну основу багатства, і розрахувати зміни, які відбулися з цією областю економіки за рік. У коротких описах представлених Forbes в списках вказуються джерела багатств персонажів і описуються зміни в порівнянні з минулим списком, якщо персонаж в ньому брав участь.

## Зміни в списку
У першому рейтингу 2002 року і в другому 2005 року найбільш багатим персонажем був Санта-Клаус, але пізніше журнал відмовився від включення його в свої списки через те, що тисячі дітей скаржилися до редакції на те, що Санта реальний.
У 2008 році на перше місце автори поставили дядька Сема, щоб продемонструвати, що США може випустити в обіг надзвичайно велику кількість грошей, просто друкуючи їх. Але в наступні списки його не включали, тому що журналісти сумнівалися, щодо реальної вартості таких грошей.